# Emma Raducanu
Emma Raducanu (født 13. november 2002 i Toronto, Ontario, Canada) er en professionel tennisspiller fra Storbritannien.